# Petropedetes dutoiti
Petropedetes dutoiti је водоземац из реда жаба (Anura). 

## Угроженост
Ова врста је крајње угрожена и у великој опасности од изумирања.

## Распрострањење
Присутна је у следећим државама: Кенија и Уганда.

## Станиште
Станишта врсте су шуме и слатководна подручја. 